# Patrik Bartošák
Patrik Bartošák (* 29. března 1993, Kopřivnice) je český hokejový brankář . V roce 2013 draftován Los Angeles Kings jako 146. v pořadí.

## Reprezentační kariéra
Českou republiku reprezentoval na MS juniorů 2013, kde svými výkony přispěl ke konečnému umístění na 5. místě. Roli brankářské trojky hájil na ZOH 2018, kde český tým skončil na 4. místě. Dále Česko reprezentoval na MS 2019 které se konalo na Slovensku. V tomto turnaji Český celek podlehl v zápase o bronz na nájezdy proti Rusku, a skončil tak na konečném 4. místě.

## Kontroverze
Pomyslné dveře do NHL se mu zavřely poté, co v New Hampshire údajně fyzicky napadl svou přítelkyni, které měl i vyhrožovat smrtí. Po tomto incidentu byl zatčen a vzat do vazby. Z té byl poté propuštěn po složení kauce 10 000 dolarů a pod podmínkou, že se k postižené nesmí přiblížit nebo ji jakkoli kontaktovat. Vedení klubu mu pozastavilo smlouvu a v dalších zápasech již nenastoupil.
V listopadu 2019 svým autem zastavil na benzinové pumpě poblíž svého bydliště a pod vlivem alkoholu a drog se chtěl pokusit o sebevraždu, kterou předem ohlásil svým známým a ti zalarmovali policii, kteří odvezli Patrika do psychiatrické léčebny v Opavě.
Dne 24. listopadu 2023 se nedostavil na dopolední trénink s klubem Mountfield HK a také na následující zápas proti týmu Rytíři Kladno. O pár dní později klub oznámil, že Bartošák v Hradci končí z důvodu závažného porušení smlouvy ze strany hráče a velké opakované neomluvitelné absence na trénincích.
Po konci v Hradci se dohodl na smlouvě se slovenským týmem HK Spišská Nová Ves hrající slovenskou extraligu, ale odmítl podstoupit lékařskou prohlídku, a proto nakonec nebyl angažován.
Na konci října 2024 oznámil VHK Vsetín, že Patrik Bartošák se zapojí do jejich tréninků a dostane možnost restartu kariéry, z čehož nakonec sešlo a údajně má namířeno do zahraničí.
Dne 3. prosince 2024 uzavřel smlouvu s finským klubem Pelicans Lahti.

## Osobní život
Má o 10 let mladšího bratra Darka Bartošáka, který chytá v dorosteneckém celku HC Vítkovice Ridera. Jeho o dva roky starší bratr René byl rovněž hokejistou, na postu útočníka působil v jejich rodném týmu HC Tatra Kopřivnice.
Je ženatý s Dominikou Bartošákovou (rozenou Mužíkovou), s níž má syna Damiana, narozeného 11. května 2019 během hokejového MS v Bratislavě.
Strýcem Patrika Bartošáka je mistr světa z roku 1996 Radek Bonk.

## Statistiky kariéry
| Sezona    | Tým                 | Liga            | Z  | POG  | Úsp%  | ČK |
| --------- | ------------------- | --------------- | -- | ---- | ----- | -- |
| 2011/2012 | Red Deer Rebels     | WHL             | 25 | 2,74 | 91,50 | 1  |
| 2012/2013 | Red Deer Rebels     | WHL             | 55 | 2,26 | 93,50 | 5  |
| 2013/2014 | Red Deer Rebels     | WHL             | 65 | 2,80 | 92,40 | 8  |
| 2013/2014 | Manchester Monarchs | AHL             | 4  | 1,75 | 94,10 | 1  |
| 2014/2015 | Manchester Monarchs | AHL             | 28 | 2,14 | 91,90 | 2  |
| 2015/2016 | Manchester Monarchs | ECHL            | 2  | 4,35 | 86,20 | 0  |
| 2015/2016 | HC Vítkovice Steel  | ELH             | 10 | 3,04 | 89,04 | 0  |
| 2015/2016 | HC Šumperk          | WSM liga        | 2  | 2,44 | 91,50 | 0  |
| 2016/2017 | HC Vítkovice Ridera | ELH             | 41 | 2,22 | 92,57 | 5  |
| 2017/2018 | HC Vítkovice Ridera | ELH             | 47 | 2,11 | 93,34 | 5  |
| 2018/2019 | HC Vítkovice Ridera | ELH             | 47 | 2,17 | 93,53 | 1  |
| 2019/2020 | HC Oceláři Třinec   | ELH             | 11 | 1,99 | 93,26 | 2  |
| 2019/2020 | MODO Hockey         | Allsvenskan     | 7  | 1,79 | 93,6  | 1  |
| 2020/2021 | Pelicans Lahti      | Liiga           | 41 | 2,19 | 91,3  | 4  |
| 2021/2022 | Amur Chabarovsk     | KHL             |    |      |       |    |
| 2021/2022 | Pelicans Lahti      | Liiga           |    |      |       |    |
| 2022/2023 | Pelicans Lahti      | Liiga           |    |      |       |    |
| 2023/2024 | Mountfield HK       | ELH             |    |      |       |    |
| 2023/2024 | HK Spišská Nová Ves | Tipos extraliga |    |      |       |    |

## Seniorská reprezentace
První zápas za seniorskou reprezentaci odchytal 4. dubna 2013 proti Lotyšsku (1:0)
| Turnaj   | Místo konání                   | Umístění | Soupisky          |
| -------- | ------------------------------ | -------- | ----------------- |
| ZOH 2018 | Jižní Korea (Pchjongčchang)    | 4. místo | Soupiska ZOH 2018 |
| MS 2019  | Slovensko (Bratislava, Košice) | 4. místo | Soupiska MS 2019  |
| ZOH 2022 | Čína (Peking)                  | 9. místo | Soupiska ZOH 2022 |